# Stavkirke
En stavkirke er en kirke fra middelalderen bygget af træ og med bærende træstolper, stave, i jorden eller på en træramme lagt på kampesten, syldstene. Kirker med stolperne nedsat i jorden er kun kendt fra arkæologiske undersøgelser, og bliver i Norge ofte benævnt stolpekirker, medens de bevarede kirker, som alle har stavene sat på træramme på kampesten, benævnes stavkirker. De mest kendte er Borgund stavkirke og Urnes stavkirke, hvoraf sidstnævnte er på UNESCOs verdensarvsliste.

## Historie
Man antager på grundlag af arkæologiske fund, at de ældste kirker i Danmark, Sverige, Norge og Nordeuropa i øvrigt var stavkirker. Nu er der kun bevaret stavkirker i Norge og én i Sverige, Hedareds stavkyrka, bygget omkring år 1500 på grunden for en ældre stavkirke. I Norge har der været over 1.000 stavkirker, men i dag er der kun 28 tilbage. Mange af dem er ændret gennem tiden. Borgund stavkirke, bygget omkring 1180, er den mindst ændrede, og flere stavkirker er i slutningen af 1800-tallet restaureret eller rekonstrueret med Borgundkirken som model. Dendrokronologiske undersøgelser har nylig afsløret, at Kvernes stavkirke blev bygget så sent som i 1633, og dermed at traditionen med stavkirkebyggeri har holdt sig levende betydeligt længere, end man har regnet med.
Mange af de norske stavkirker blev revet ned, da der i 1851 kom en lov om, at der i sognets kirke skulle være plads til tre tiendedele af befolkningen. En række kirker blev reddet ved at blive købt af Fortidsminneforeningen og bevaret i lokalmiljøet som foreningens ejendom. Nogle kirker blev købt af private samlere eller museer og derefter flyttet og restaureret, fx Gol stavkirke, som blev flyttet fra Gol i Hallingdal til Folkemuseet på Bygdøy i Oslo, og Fortun stavkirke i Sogn, som blev nedbrudt og genopbygget på Fantoft i (Bergen) i 1883 som Fantoft stavkirke. Universitetsmuseerne i Trondheim, Bergen og Oslo har portaler og inventar fra nedbrudte stavkirker.

## Hovedgrupper
De norske stavkirker falder i to hovedgrupper: Enskibede stavkirker og stavkirker med ophøjet midterrum, også benævnt mastestavkirker. Både enskibede stavkirker og stavkirker med ophøjet midterrum kan have detaljer, som kendes fra stenbyggeriet, med staver, som nederst er udformet efter model af stensøjler, som stavene i den enskibede kirke fra Haltdalen (nu på Sverresborg, Trøndelag Folkemuseum i Trondheim), eller kapitæler på stavene, som i Urnes stavkirke.
- De enskibede kirker har de bærende stave i hjørnerne i ydervæggene, eventuelt med supplerende mellemstaver i væggene.
- Stavkirkerne med ophøjet midterrum (mastestavkirkerne) har hovedstavene inde i kirkerummet for at bære ydervæggene og taget i det ophøjede midterparti. Det er de stavkirker, de fleste ser for sig, når de tænker på stavkirker.

Stavkirkerne med ophøjet midterrum er ikke en efterligning af den kristne basilika, men en bygningstype med rødder i nordiske træbygningstraditioner. De smalle, lave partier mellem stavene og ydervæggene i stavkirkerne, omgang, løber langs alle fire sider af skibet med eget tag på alle siderne, i modsætning til sideskibene i en basilika. Uden for ydervæggene i stavkirker af denne type kan der være bygget en smal svalegang. På Borgund stavkirke løber svalegangen rundt om hele kirken, medens Torpo stavkirke helt mangler svalegang.

## Portaludsmykning
Stavkirkernes portaler er oftest rigt smykket med udskæringer med vikingetids-ornamenter i form af dyreslyng, rovdyrhoveder, som udspyr vin- eller humleranker, hvori andre væsener af forskellig art kæmper mod hverandre eller mod en nedstyrtende slange eller drage i angreb på kirkegængere på vej ind i kirken; slangens eller dragens hoved hænger ned i portalåbningen. Forskellige fabeldyr, ofte med menneskehoveder i gabet, kan også stå som friskulptur på portalsøjler.
Alle disse motiver er kristne i middelalderkristendommens forstand, selv om det kristne budskab er iklædt en dragt, som i vore dage fremstår som hedensk. Også de mange portaler med billeder, som refererer til den norrøne Vølsungesaga, og de tilsvarende digte i Den ældre Edda formidler kristne budskaber. Fx de bevarede portaler fra de nedbrudte stavkirker Hylestad og Austad. Billederne på portalen fra Hylestad stavkirke fortæller om Sigurd Fafnersbanes drab på Fafner og sin fosterfar Regin (Fafners bror). De ligner en kristen helleristning på Ramsundsberget i Sverige.
Den norske kongehelgen Sankt Olavs død under slaget ved Stiklestad i Trøndelag i 1030 og hans ophøjelse til en kristuslignende helgen, fortælles i billederne på en portal fra den nedbrudte Hemsedal stavkirke.

## Galleri
- Haltdalen stavkirke
- Haltdalen stavkirke
- Uvdal stavkirke
- Urnes stavkirke
- Borgund stavkirke
- Borgund stavkirke
- Borgund stavkirke
- Lomen stavkirke, interiør
- Urnes stavkirke, interiør fotograferet 1937
- Torpo stavkirke
- Reinli stavkirke
- Rødven stavkirke
- Røldal stavkirke
- Øye stavkirke
- Heddal stavkirke
- Gustav Adolf stavkirke i Harzen blev bygget i 1907, angivelig med Borgund stavkirke som forbillede. Ligheden er ikke påfaldende.
- Nore stavkirke.